# Clinopodium procumbens
Clinopodium procumbens là một loài thực vật có hoa trong họ Hoa môi. Loài này được (Greenm.) Harley mô tả khoa học đầu tiên năm 2000.